# Louis Renner
Die Louis Renner GmbH  ist ein deutscher Hersteller von Klaviermechaniken. Die Firma wurde 1882 in Odenheim gegründet und hat heute zwei Fertigungsstandorte in Süd- und Mitteldeutschland. Eigentümer ist seit Juli 2019 die Firma Steinway & Sons. Geschäftsführer der Firma ist Clemens von Arnim. Die Louis Renner GmbH ist der weltweit größte unabhängige Hersteller von Klavier- und Flügelmechaniken.

## Entwicklung und Produktion
Die Firma spezialisierte sich auf die Verwendung des Holzes der Weißbuche und nahm dessen Trocknung selbst vor. Das konditionierte Holz wird zu Kehlstäben weiter verarbeitet. Im Werk Gärtringen wird das Rohholz verarbeitet. Im Werk Meuselwitz werden Piano- und Flügelmechaniken zusammengebaut und Hammerköpfe hergestellt.
Die Firma entwickelte ein systematisch aufgebautes Schulungsprogramm, bei dem Klaviertechnikern und Klavierbaumeistern in Kursen das Know-how zum klangtechnischen Innenleben eines Flügels oder Klaviers vermittelt wird.

## Geschichte

### 1882–1914
Louis Renner begann im Oktober 1882 mit der Produktion von Klaviermechaniken, nach Angaben der Firma „auf bescheidenem Niveau“. 1902 bezog die Firma ein neues Fabrikgebäude. Zu dem Zeitpunkt bestand die Belegschaft aus 35 Mitarbeitern. 1911 hatte Renner schon 100 Mitarbeiter, und ein neuer Gebäudeteil wurde angebaut. Bis zum Ersten Weltkrieg stieg die Zahl der Beschäftigten auf 175.

### Nach 1945
Nach dem Zweiten Weltkrieg kamen Hersteller aus vielen Ländern wieder auf die Renner-Produkte zurück. 1952 erweiterte Renner seine Produktpalette und bot auch Reparaturen, Ersatzteilservice und Zubehör an. Die schon vorher vorhandene Einzelteilefertigung wurde ausgedehnt und ein großes Warenlager eingerichtet. 1960 folgte ein weiterer Ausbau des Firmengeländes. 1974 wurde das Werk in Odenheim eröffnet, in dem bis 2012 die gesamte Rohholzbearbeitung stattfand. Bald nach der Wende 1991 übernahm Renner in Zeitz, im Süden Sachsen-Anhalts die Klaviemechanikproduktion der ehemaligen Piano-Union. Dort wurden bis 2011 die Pianomechaniken produziert. Mittlerweile existiert in Mitteldeutschland nur noch die Produktionsstätte in Meuselwitz bei Altenburg.

### 2007
Die Klaviermechanik-Firma beschäftigte laut IG Metall am Standort Gärtringen 2007 etwa 100 Menschen, im Februar 2003 waren es noch 130 Mitarbeiter gewesen.
Seit der Firmengründung im Oktober 1882 lieferte die Firma rund 3 Millionen Mechaniken für Flügel und Klaviere aus.

## Renner Mechanik
Die Mechaniken haben durchschnittlich jeweils 8800 Teile aus Holz, Filz und Metall. Schimmel, Europas größter Piano- und Flügelhersteller, verbaut hauptsächlich Mechaniken von Renner.
Die Firma sieht sich dem Konkurrenzdruck billiger Importe aus China und anderen Ländern ausgesetzt, die meisten Konkurrenten bauen mittlerweile Teile aus Kunststoff, Renner verzichtet bis heute auf Kunststoffteile (Stand 2017), mittlerweile werden CNC-Maschinen bei der Herstellung von Teilen eingesetzt.